# Peter Watkins
Peter Watkins (Norbiton, Surrey 29 de Outubro de 1935) é um diretor de cinema e roteirista inglês, pioneiro do docudrama. Viveu na Suécia e Canadá por muitos anos, e é residente na Lituânia.

## Biografia
Após estudar drama na Academia Real de Arte Dramática, Watkins começou sua carreira de cinema e televisão como produtor assistente de filmes de curta-metragem para televisão e comerciais e, no início dos anos 60, foi editor e diretor assistente de documentários da BBC. Todos os seus filmes foram ou documentários ou dramas apresentados com técnicas de documentário, por vezes apresentando acontecimentos históricos e outras eventos possíveis no futuro imediato, como se repórteres e cineastas estivessem lá para entrevistar os participantes. Watkins foi o pioneiro desta técnica no seu primeiro filme de longa-metragem para a televisão, chamado Culloden, o qual apresenta a Insurreição Jacobita de 1745 da qual a Batalha de Culloden fazia parte num estilo semelhante à cobertura da época da Guerra do Vietnã.
A perspectiva e inovação formal de Culloden deu aclamação crítica imediata ao previamente desconhecido diretor, e a BBC o designou para outra produção ambiciosa, o docudrama sobre a guerra nuclear The War Game (O Jogo de Guerra). Embora os fortes sentimentos antiguerra de Watkins já fossem patentes em Culloden, a BBC aparentemente esperava que The War Game fosse seco e patriótico. Terminado o filme, revelou-se como obra não apenas formalmente horripilante mas ainda como um anátema à política governamental. A BBC foi pressionada a impedir a teledifusão do filme. Desde então, Watkins teve conflitos similares com emissoras de televisão noutros países. A obra foi liberada para o cinema e ganhou o Óscar de melhor documentário de 1966, sendo finalmente apresentada na televisão pela BBC nos anos 80
Sua reputação como provocador político foi amplificada por Punishment Park (Parque da Punição), uma história de conflito político violento nos Estados Unidos que coincidiu com o Massacre de Kent State. A oposição à guerra é um tema comum em seu trabalho, mas as mensagens políticas são muitas vezes ambíguas, geralmente permitindo aos personagens principais representar pontos de vista violentamente opostos, que em muitos casos são improvisados pelo elenco: em Punishment Park, os soldados e dissidentes foram representados por atores amadores cujas opiniões políticas coincidiam com os dos personagens tão bem que o diretor disse ter temido que violência real pudesse acontecer durante a filmagem. Ele usou uma abordagem semelhante em sua recriação da Comuna de Paris, La Commune (A Comuna), usando classificados de jornal para recrutar atores de direita que teriam uma antipatia genuína aos rebeldes comunardos. Watkins é também conhecido por suas opiniões políticas sobre a mídia cinematográfica e televisiva, escrevendo extensamente sobre os problemas dos jornais de televisão e o domínio da narrativa de estilo Hollywoodiano, à qual ele se refere como "a monoforma".
Após o banimento de The War Game e a fraca recepção de seu primeiro filme para o cinema, Privilege (Privilégio), Watkins deixou a Inglaterra e filmou todos os seus filmes subsequentes no exterior: The Gladiators (Os Gladiadores) na Suécia, Punishment Park nos Estados Unidos, Edvard Munch na Noruega, Resan (um ciclo de filmes de 14 horas sobre a ameaça da guerra nuclear) em dez países diferentes, e La Commune na França.
Freethinker: The Life and Work of Peter Watkins (Livre-pensador: A Vida e Obra de Peter Watkins), é uma biografia a ser lançada por Patrick Murphy, um professor catetrático em cinema e televisão na Universidade de St John em York e o prof. John Cook, e na qual Watkins ajuda e participa ativamente.

## Filmografia selecionada
- Culloden (1964)
- The War Game (O Jogo da Guerra) (1965)
- Privilege (Privilégio) (1967)
- The Gladiators (Os Gladiadores: O Jogo da Paz) (1969)
- Punishment Park (Parque da Punição) (1970)
- Edvard Munch (1973)
- Resan (A Jornada) (1987)
- The Freethinker (1994) (Intitulado Fritänkaren em sueco)
- La Commune (Paris, 1871) (2000)